# XZ Tauri
XZ Tauri (abgekürzt XZ Tau) ist ein Doppel- oder Dreifachsternsystem im Sternbild Stier, das sich in der Taurus-Molekülwolke befindet und etwa 450 Lichtjahre von der Erde entfernt ist. Das System wird durch zwei variable T-Tauri-Sterne gebildet, die einen gemeinsamen Schwerpunkt in einem Abstand von 6 Milliarden Kilometer (etwa der Distanz von Sonne zu Pluto) umlaufen.
Eine Untersuchung aus dem Jahr 2009 deutet darauf hin, dass ein Stern noch einen nahen Begleitstern hat, so dass es sich insgesamt ein Dreifachsternsystem ergibt.

Animation des Superflares aus dem Jahr 2000, aufgenommen mit dem Hubble-Weltraumteleskop

Das Sternensystem hat eine Blase mit etwa 10.000 Kelvin heißem Gas gebildet, deren Rand rund 96 Milliarden Kilometer von den Sternen entfernt ist und sich mit 150 km/s weiter ausdehnt. Diese Parameter, die typisch für T-Tauri-Sterne sind, lassen auf ein Alter der Blase von 30 Jahren schließen. Eine Bildsequenz des Hubble-Weltraumteleskops über mehrere Jahre hinweg zeigt eine Erweiterung um eine zweite Blase und verdeutlicht, dass weitere Ausbrüche sporadisch auftreten.
Das Herbig-Haro-Objekt HH152 wird von XZ Tauri hervorgerufen.